# Franz Kafka
 "Kafka" omdirigeres hertil. For andre betydninger af Kafka, se Kafka (flertydig).
Franz Kafka (født 3. juli 1883 i Prag, død 3. juni 1924 i Klosterneuburg) var en tysksproget forfatter af jødisk oprindelse. Han blev født i Prag, dengang Bøhmens hovedstad og beliggende i det østrig-ungarske dobbeltmonarki.

## Forfatterskab
Temaerne i hans værker er ensomhed, frustration og undertrykkelse af individet gennem anonyme kræfter. Kafkas stil er en blanding af realisme og fantasi iblandet ironisk humor, som ofte giver hans værker en mareridtsagtig, klaustrofobisk effekt. Ifølge vennen Max Brod var Kafka en lattermild ung mand, der under oplæsning af egne værker kunne komme til at le, så han måtte opgive at fortsætte. I den berømte novelle Forvandlingen (1915) vågner helten op og opdager, at han i nattetimerne er blevet forvandlet til et enormt insekt, udstødt af sin familie og efterladt for at dø. I Processen (1925) gennemgår hovedpersonen en retssag, hvor han ikke kan få oplyst, hvad han anses for at være skyldig i. Det absurde retssystem kan ses som et billede på tilværelsens vilkårlighed og uigennemskuelighed.
I modstrid med Kafkas ønske blev hans upublicerede manuskripter offentliggjort efter hans død af hans ven, den østrigske forfatter Max Brod. Blandt disse værker var hans mest berømte romaner: Processen (1925), Slottet (1926) og Amerika (1927). Kafka døde af tuberkulose den 3. juni 1924 på et sanatorium i Kierling i nærheden af Wien.

## Familien
Franz Kafka var søn af Hermann og Julie Kafka og voksede op i Prag i en tysktalende, jødisk middelklassefamilie; efternavnet var lånt fra tjekkisk kavka (= allike). Franz var den ældste i børneflokken, som udover ham bestod af to yngre brødre (Heinrich og Georg, der døde som ganske små) og tre søstre - Gabriele ("Elli") (1889–1941), Valerie ("Valli") (1890–1942) og Ottilie ("Ottla") (1892–1943) - der alle blev dræbt i holocaust. I novellen In der Strafkolonie nærmer Kafka sig en beskrivelse af jødeudryddelsen, som han selv og forældrene døde tidligt nok til at undgå. Kafkas søstre blev sendt til Łódź-ghettoen og omkom der eller i koncentrationslejre. Ottla menes at være sendt til Theresienstadt og derfra til Auschwitz.
Franz nærede fra barndommen stor respekt og beundring, men også stor frygt for sin dominerende far, som på intet tidspunkt accepterede sønnens ønske om at blive forfatter og derfor ikke gav den støtte, han havde behov for. Franz Kafka beskriver selv sit forhold til sin far i det over 100 sider lange værk (som hans far for øvrigt aldrig fik at se) Brev til min far (offentliggjort 1952). Franz forlod først barndomshjemmet som 31-årig, da han flyttede til et lejet værelse.

## Uddannelse og arbejde
Franz Kafka blev i 1901 student fra Altstädter Staatsgymnasium og blev dr. jur. i 1906 fra Karl-Ferdinand Universitet i Prag. Derefter arbejdede han ved kriminalretten i Prag, senere ved en civildomstol, og i 1908 fik han en stilling hos Arbeiter-Unfallversicherungsanstalt (Arbejder-ulykkesforsikringsanstalten). Kafka afskyede sit arbejde og betragtede det udelukkende som et nødvendigt onde for at forsørge familien. Han følte sig fanget af sit daglige arbejde og ønskede at hengive sig fuldstændigt til sin forfattervirksomhed. I påsken 1913 noterede han i dagbogen: "Alt, hvad der ikke er litteratur, keder mig. Jeg hader det, der generer og sinker mig."

## Danmarksferie
Centralt i Kafkas voksne liv stod forholdet til Felice Bauer, som han forlovede sig med 1. juni 1914. 12. juli samme sommer kom det til en pinlig scene på hotel Askanischer Hof i Berlin med hende, søsteren Erna og deres fælles veninde Grete Bloch, som Kafka havde brevvekslet med. Til sidst havde Bloch henvendt sig til hans forlovede med Kafkas tvetydige breve, og disse blev nu under mødet i Berlin læst højt for de fremmødte, iberegnet Felice Bauer, Grete Bloch og Kafka, der valgte at forholde sig tavs og lade forlovelsen gå i vasken, som han inderst inde havde ønsket og ikke så sig i stand til at udvirke på mere direkte vis. Bagefter rejste han med vennen Ernst Weiss til Marielyst badehotel på Falster.
Sit ophold i Danmark beskrev Kafka dog først i sin dagbog 28. juli 1914 - samme dag, som første verdenskrig brød ud. Han beskrev Marielyst i tilbageblik: "Et fortvivlende første indtryk af det ensomme sted, det elendige hus, den dårlige mad uden frugt og grønt." Ernst Weiss var taget til Falster med planer om at unddrage sig militærtjeneste i den østrig-ungarske hær, men meldte sig i stedet ved krigsudbruddet og tjente som militærlæge under hele krigen. På Falster læste han højt af sin roman Overfaldet, men den oprevne Kafka følte "en svigtende evne til at lytte". Selv havde han på det tidspunkt skrevet nogle få prosastykker, samt novellen Dommen, forfattet på én nat i 1912 "så mine ben blev stive af skræk".
Weiss havde sin kæreste Johanne Bleschke med til Falster; hun blev senere forfatterinde under navnet Rahel Sanzara. Kafkas motiv for at tage med, havde måske at gøre med hans to danske forbilleder: Søren Kierkegaard på det åndelige plan, og friluftsmanden I.P. Müller, hvis gymnastiske øvelser optog Kafka, der forsøgte at leve sundt. Som vegetarianer var han forfærdet over Marielysts menu: "Maden er afskyelig, kun kødretter," skrev han til sin søster Ottla, og til vennen Max Brod, at hans oplevede sin kødspisende krop "som et fremmed svineri i min seng". En anden forfatter - svenskeren Frank Heller - boede samtidig på hotellet, foruden Peter Malbergs kone.
29. juli - dagen efter første verdenskrigs udbrud - begyndte Kafka at skrive Processen, hvor hovedpersonen Josef K. arresteres dagen før sin 30-årsdag, og et år senere - dagen før sin 31-årsdag - dømmes til døden. Det var også dagen før sin 31-årsdag, Kafka havde besluttet at bryde forlovelsen med Felice Bauer; ti dage senere blev bruddet virkelighed. I 1917 forlovede de sig dog igen - men også denne gang slog Kafka op efter at have fået konstateret den tuberkulose, han senere døde af. Som han skrev til Felice: "Jeg er for altid lænket til mig selv...og det må jeg prøve at leve med."